# マイ・モーニング・ジャケット
マイ・モーニング・ジャケット (英語: My Morning Jacket) は、アメリカ合衆国ケンタッキー州ルイヴィル出身のバンド。略称はマイモニ、マイモジャ、MMJなど。
フロントマンであるジム・ジェームスのリヴァーブがかかった声が特徴的。また、クマがバンドのシンボル的な存在になっている。

## メンバー
- ジム・ジェームス (Jim James) - Vo，G
- トゥー・トーン・トミー (Two Tone Tommy) - B
- パトリック・ハラハン (Patrick Hallahan) - Dr
- ボー・コスター (Bo Koster) - Key
- カール・ブローメル (Carl Broemel) - G

ジェームスはYim Yamesの変名でジョージ・ハリスンのカヴァーEPを出しているほか、ブライト・アイズの2人（コナー・オバーストとマイク・モーギス）とM・ウォードとのユニット、モンスターズ・オブ・フォーク (Monsters of Folk) でも活動を行っている。

## ディスコグラフィ

### オリジナルアルバム
- Tennessee Fire (1999)
- At Dawn (2001)
- It Still Moves (2003)
- Z (2005)
- Evil Urges (2008)
- Circuital  (2011)
- The Waterfall (2015)
- The Waterfall II (2020)
- My Morning Jacket (2021)
- Happy Holiday! (2023)

### ライヴアルバム
- Okonokos (2006)
- Live from Las Vegas Exclusively at the Palms (2009)
- Celebración de la Ciudad Natal (2009)
- My Morning Jacket Live at 9:30 Club (2011)
- Henry Fonda Theatre - Los Angeles, CA (2005) (2020)
- The Tabernacle - Atlanta, GA (2006) (2020)
- Ascend Amphitheater - Nashville, TN (2015) (2020)
- MMJ Live Vol. 1: Live 2015 (2021)
- Live from RCA Studio A (Jim James Acoustic) (2022)
- MMJ Live Vol. 2: Chicago 2021 (2022)
- MMJ Live Vol. 3: Bonnaroo 2004 (2023)

### コンピレーションアルバム
- Early Recordings: Chapter 1: The Sandworm Cometh (2004)
- Early Recordings: Chapter 2: Learning (2004)
- At Dawn/Tennessee Fire Demos Package (2007)

## 来日公演
- 2003年
  - 8月2日 千葉 幕張メッセ - SUMMER SONIC TOKYO
  - 8月3日 大阪 舞洲スポーツアイランド - SUMMER SONIC OSAKA
- 2005年
  - 7月30日 新潟 苗場スキー場 - Fuji Rock Festival
- 2009年
  - 2月4日 東京 Duo MUSIC EXCHANGE
  - 2月6日 大阪 心斎橋 Club Quattro
- 2012年
  - 3月26日 大阪 BIG CAT
  - 3月29日 東京 SHIBUYA-AX